# Lista över samebyar i Sverige
Detta är en lista över de 51 samebyarna i Sverige.

## Fjällsamebyar
1. Könkämä sameby, Norrbottens län

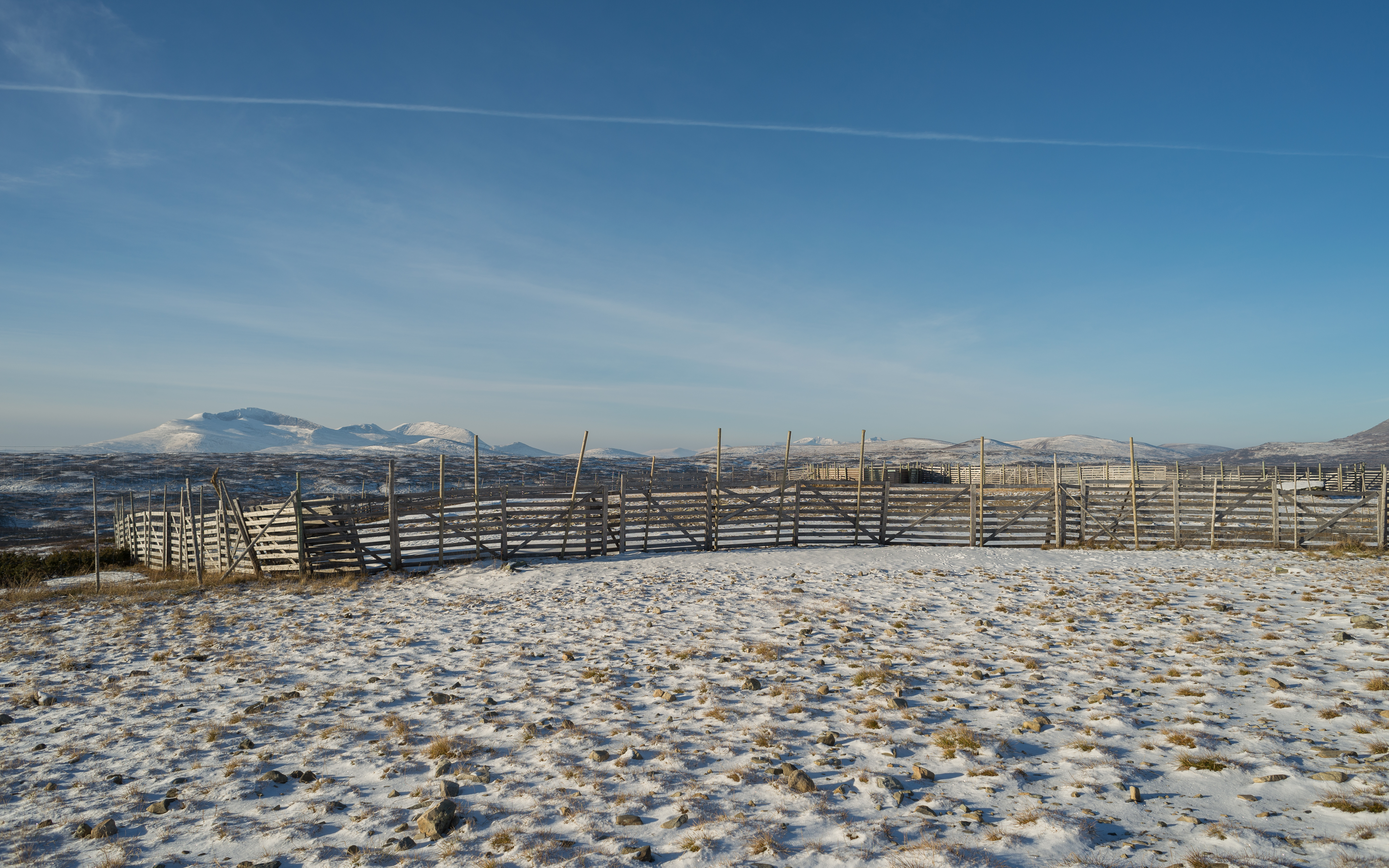
Handölsdalens samebys anläggning i Ljungris.

2. Lainiovuoma sameby, Norrbottens län
3. Saarivuoma sameby, Norrbottens län
4. Talma sameby, Norrbottens län
5. Gabna sameby, Norrbottens län
6. Laevas sameby, Norrbottens län
7. Girjas sameby, Norrbottens län
8. Báste sameby, Norrbottens län
9. Unna tjerusj, Norrbottens län
10. Sirges sameby, Norrbottens län
11. Jåhkåkaskatjiellde, Norrbottens län
12. Tuorpon sameby, Norrbottens län
13. Luokta-Mávas sameby, Norrbottens län
14. Semisjaur-Njarg sameby, Norrbottens län
15. Svaipa sameby, Norrbottens län
16. Grans sameby, Västerbottens län
17. Rans sameby, Västerbottens län
18. Ubmeje tjeälddie, Västerbottens län
19. Vapstens sameby, Västerbottens län
20. Vilhelmina norra sameby, Västerbottens län, Västernorrlands län
21. Vilhelmina södra sameby, Västerbottens län, Västernorrlands län
22. Voernese sameby, Jämtlands län
23. Ohredahke sameby, Jämtlands län
24. Raedtievaerie sameby, Jämtlands län
25. Jijnjevaerie sameby, Jämtlands län
26. Jovnevaerie sameby, Jämtlands län
27. Njaarke sameby, Jämtlands län
28. Kall sameby, Jämtlands län
29. Handölsdalens sameby, Jämtlands län
30. Tåssåsens sameby, Jämtlands län
31. Mittådalens sameby, Jämtlands län
32. Ruvhten sijte, Jämtlands län
33. Idre sameby, Dalarnas län

## Skogssamebyar
1. Vittangi sameby, Norrbottens län
2. Gällivare sameby, Norrbottens län
3. Slakka sameby, Norrbottens län
4. Udtja sameby, Norrbottens län
5. Ståkke sameby, Norrbottens län
6. Maskaur sameby, Norrbottens län
7. Västra Kikkejaur sameby, Norrbottens län
8. Östra Kikkejaur sameby, Norrbottens län
9. Mausjaur sameby, Norrbottens län
10. Malå sameby, Västerbottens län

## Koncessionssamebyar
1. Muonio sameby, Norrbottens län
2. Sattajärvi sameby, Norrbottens län
3. Tärendö sameby, Norrbottens län
4. Korju sameby, Norrbottens län
5. Pirttijärvi sameby, Norrbottens län
6. Ängeså sameby, Norrbottens län
7. Kalix sameby, Norrbottens län
8. Liehittäjä sameby, Norrbottens län

- Karta över samebyarnas områden (www.samer.se)